# Chironia decumbens
Chironia decumbens là một loài thực vật có hoa trong họ Long đởm. Loài này được Levyns mô tả khoa học đầu tiên năm 1948.